# Выписка из банка по счёту
Выписка из банка по счёту (банковская выписка, выписка с банковского счёта, выписка по банковскому счёту, выписка из банка по расчетному счёту, выписки из лицевых счетов по банковским счетам, англ. bank statement) — документ, предоставляющий сведения о состоянии счёта и движении денежных средств на нём, выдаваемый банком организации.

## Определение
Выписка банка по расчётному счёту — это регистр аналитического учёта, служащий основанием для записей на счетах бухгалтерского учёта.

## Учёт выписок банка по расчётному счёту

### Банковская выписка в Российской Федерации
Согласно «Положению Банка России от 27.02.2017 № 579-П» предоставление кредитными организациями выписок из лицевых счетов и приложений к ним осуществляется в порядке и сроки, предусмотренные договором банковского счёта с предприятиями, на бумажном носителе или в электронном виде. Выписки из лицевых счетов и приложения к ним, подписанные электронной подписью уполномоченного лица кредитной организации, передаются предприятиям в электронном виде, а в случае необходимости в распечатанном в виде выдаются клиентам без штампов и подписей работников кредитной организации. По суммам, проведенным по кредиту, к выпискам из лицевых счетов должны прилагаться документы (их копии), на основании которых совершены записи по счёту. На документах, составленных на бумажном носителе, прилагаемых к выпискам, должны проставляться штамп и календарный штемпель даты провода документа по лицевому счету. Штамп проставляется только на основном приложении к выписке, а на дополнительных документах, которые расшифровывают содержание и общую сумму операций, штамп не ставится.
Кроме того, согласно «Положению Банка России от 27.02.2017 № 579-П», владелец банковского счета обязан в течение 10 дней после выдачи ему выписок из лицевых счетов в письменной форме сообщить кредитной организации о суммах, ошибочно записанных в кредит или дебет счёта. При непоступлении от владельца банковского счёта в указанные сроки возражений совершенные операции и остаток средств на счёте считаются подтверждёнными.
По мнению эксперта Системы Главбух хранить банковские выписки на бумажном носителе (как и расчётные документы, корешки использованных чеков) нужно не менее пяти лет согласно статье 29 Федерального закона «О бухгалтерском учёте», ст. 250 перечня, утверждённого приказом Приказ Росархива от 20.12.2019 № 236. Причём хранить в специальных помещениях или закрывающихся шкафах под ответственностью лиц, уполномоченных главным бухгалтером согласно п. 6.2 Положения, утвержденного письмом Минфина СССР от 29 июля 1983 г. № 105.

### Банковская выписка в Великобритании
В Великобритании все банки и строительные общества обязаны по закону предоставлять клиентам бумажную банковскую выписку. Однако это не применяется в тех случаях, когда клиент имеет сберкнижку, является клиентом только онлайн-банка или отказался получать бумажные выписки.

### Банковская выписка в США
Банки в США обязаны направлять выписку по текущему счёту только в том случае, если с этого счёта была совершена одна операция в течение месяца. Клиенты банка также имеют возможность получать электронные выписки.